# Arroyo Tembetarí
Der Arroyo Tembetarí ist ein kleiner Fluss im Süden Uruguays.
Er entspringt auf dem Gebiet des Departamento Colonia nördlich von Playa Fomento und Los Pinos. Von dort fließt er zunächst in östliche und anschließend in südliche Richtung. Er mündet als linksseitiger Nebenfluss wenige hundert Meter östlich von Los Pinos in den Río de la Plata.